# セント・フィリップ砦包囲戦 (1756年)
セント・フィリップ砦包囲戦（セント・フィリップとりでほういせん、英語: Siege of Fort St Philip）は七年戦争中の1756年、フランス軍がイギリス領ミノルカ島のセント・フィリップ砦を包囲、降伏させた戦闘。イギリスではミノルカ陥落（ミノルカかんらく、英: Fall of Minorca）やミノルカ包囲戦（ミノルカほういせん、英: Siege of Minorca）とも。

## 包囲

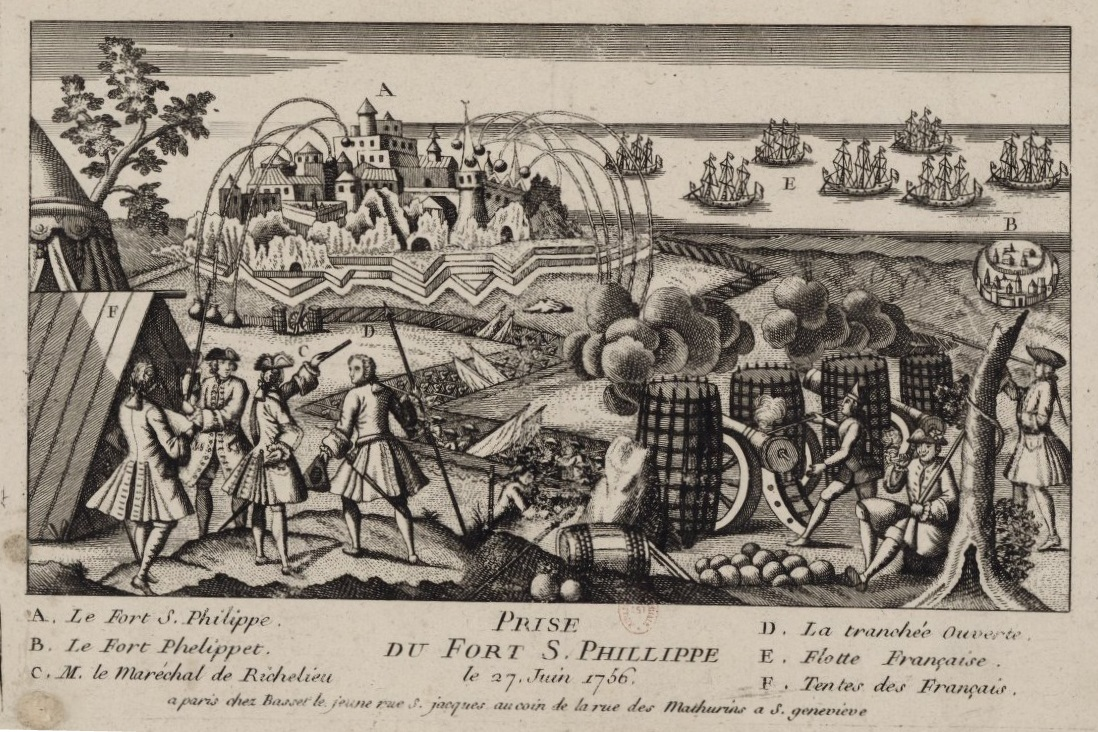
セント・フィリップ砦の包囲

リシュリュー公爵率いるフランス軍はミノルカ島に上陸して、セント・フィリップ城のイギリス駐留軍を長期間包囲したのち、降伏させた。ジョン・ビング率いるイギリスの救援軍は出撃したが、ミノルカ島の海戦で敗北するとジブラルタルに撤退してしまい、駐留軍はここで抵抗をやめ、降伏した。ビングはミノルカ陥落を責められ、銃殺刑に処された。このとき、戦闘に参加した1人が後に初代ニューサウスウェールズ州総督になるアーサー・フィリップであった。
駐留軍の抵抗は長く、名誉あるものとされ、当時の慣習に従って武装保持したままイギリスに送還された。ブレイクニーはこの努力を表彰されアイルランド貴族のブレイクニー男爵に叙された。

## その後
イアサント・ガエタン・ド・ランニオンがフランスの初代ミノルカ総督に任命された。エドワード・ホーク率いるイギリス艦隊がビングと交代でミノルカ沖に到着したが、包囲と上陸をするには部隊が足らず、彼はマルセイユ沖で3カ月間航行した後帰国した。もし海上封鎖していたら兵糧攻めで降伏させられたという廉でホークは帰国後、行動を批判された。
フランスは終戦までミノルカ島を維持したが、同島は終戦時点でフランスが唯一占領していたイギリス領であった。1763年のパリ条約ではイギリスに占領されたグアドループと交換で返還された。ミノルカ島は1781年にスペインに占領され、そのままスペインに割譲された。